# Nguyễn Khắc Viện
Nguyễn Khắc Viện, né dans le Huong Son le 5 février 1913 et mort le 10 mai 1997, est un historien, critique littéraire, philosophe et membre du Parti communiste vietnamien. Il est chargé de la propagande et de la relation avec la presse étrangère, avant de critiquer le gouvernement dans les années 70, ce qui eut pour conséquence la mise au ban de ses écrits au Viêt Nam jusque dans les années 90.
Il est un spécialiste du dưỡng sinh, une discipline proche du yoga et du tai-chi-chuan. Il a reçu une formation de médecine et de psychothérapie pour les femmes et les enfants.

## Biographie

### Formation
Nguyễn Khắc Viện vient d'une famille de lettrés, et il est né le 5 février 1913 dans le village de Son Hoa. Ce village se situe dans le District de Huong Son. Il obtient en 1934 un baccalauréat de philosophie et un de mathématiques, ainsi que le baccalauréat métropolitain à Hanoi. Il fait ensuite des études de médecine à Hanoi (1934-1937), puis à Paris (1937-1940). Il obtient son doctorat en 1941. Il étudie des livres de duong sinh (sorte de yoga vietnamien), ce qui l'aide à vaincre une tuberculose pour laquelle il est hospitalisé plusieurs fois de 1942 à 1948.

### Activités politiques et éditoriales
Nguyễn Khắc Viện milite auprès des ouvriers non spécialisés vietnamiens en France, pendant son doctorat en 1940-1941. Il adhère au Parti communiste français en 1949. Il publie des articles militants dans des revues, ainsi que le livre Le Sud-Vietnam depuis Dien Bien Phu, sous le nom « Nguyen Kien », édité par François Maspéro en 1963.
Il mène une activité éditoriale de 1964 à 1984, aux Éditions de Langues étrangères de Hanoi, et dirige la publication de plusieurs revues, dont les Études vietnamiennes et Le Courrier du Vietnam.

### Développement de la psychologie
À partir de 1985, Nguyễn Khắc Viện devient psychologue pour enfants au Viêt Nam. Il y fonde le groupe Nghien cuu tam ly (« Études de psychologie » en français) en 1989, « afin de promouvoir des études de psychologie et de psychiatrie infantiles ». En 1990, il rédige un Dictionnaire de psychologie. Il réalisa des documentaires sur le Viêt Nam et sur la psychologie infantile.
Il obtient le Grand prix de la francophonie en 1992. L'attribution du prix fut parfois critiquée, notamment à cause de l'appartenance passée de Nguyen Khac Vien au marxisme-léninisme et de sa propagande anti-française, pour l'indépendance du Viêt Nam au sein du Parti communiste vietnamien.
Il meurt le 10 mai 1997.

## Travaux intellectuels

### Études historiques et philosophiques
Nguyễn Khắc Viện s'est attaché à raconter et analyser la littérature et l'histoire de son pays, dans un esprit à la fois nationaliste et marxiste. Selon lui, le passé ne doit pas être « rasé » et oublié, il faut repenser le passé non dans une optique d'idéalisation et de sacralisation, mais en vue d'exhumer les réalisations populaires, à la fois dans l'art et dans la lutte des classes qui est son prisme de lecture. Il expose dans son livre Expériences vietnamiennes une théorie dialectique de l'histoire, au moyen de laquelle il analyse les rapports entre le marxisme-léninisme dont il se réclame et qui est l'idéologie officielle du Parti communiste vietnamien auquel il appartient, et les sagesses plus anciennes du Viêt Nam, à savoir le confucianisme, le bouddhisme et le taoïsme. Il décrit un rapport de continuité et de rupture à la fois entre le marxisme et le confucianisme. En effet, le marxisme rompt avec le caractère conservateur du confucianisme qui prône la soumission au roi, au chef de famille et au mari, mais il conserve l'obligation de servir la collectivité et le peuple propre au lettré confucéen de jadis. Pour cette raison, Nguyễn Khắc Viện affirme que le marxisme avait avant lui un terreau plus favorable dans les pays de tradition confucéenne que dans les pays occidentaux individualistes (à cause du libéralisme et du christianisme). Une telle ligne de continuité entre le confucianisme et le communisme sera aussi notée au passage par Lin Yutang dans La sagesse de Confucius, dans un esprit néo-confucéen, anti-communiste cependant et non pas marxiste.

### Études littéraires
Nguyễn Khắc Viện cherche à montrer l'importance du poème Kim-Vân-Kiêu pour la culture du Viêt Nam. Il l'a traduit en français.

### Œuvres
Livres
- Anthologie de la littérature vietnamienne, 3 tomes, éd. L'Harmattan, Paris, 2000. Introduction, notes et traduction avec d'autres spécialistes.
- Vietnam – une longue histoire, Hanoi, Éditions en langues étrangères, 1987. Réédition Paris, L'Harmattan, 1999.
- Expériences vietnamiennes, Paris, Éditions Sociales, 1970.
- (sous le nom Nguyen Kien) Le Sud-Vietnam depuis Dien-Bien-Phu, Paris, François Maspéro, 1963.

Articles
- « Sous d'autres formes, d'autres Vietnams ? », in Le Monde diplomatique, février 1973, p. 3.